# Svartvit kråka
Svartvit kråka (Corvus albus), tidigare även sköldkorp (jämför tyska: Schildrabe), är en vida utbredd svartvit afrikansk fågel i familjen kråkfåglar inom ordningen tättingar.

## Utseende och levnadssätt
Svartvit kråka är med sina 46–52 centimeter ungefär lika stor som kråka (Corvus corone) men har en längre näbb, något längre stjärt och vingar och längre ben. Som namnet antyder är fågeln svartvit tecknad, med svart huvud, hals, stjärt, ben och vingar men vit däremellan. Den liknar på så sätt de afrikanska arterna vitnackad korp och tjocknäbbad korp, men är mycket mindre.

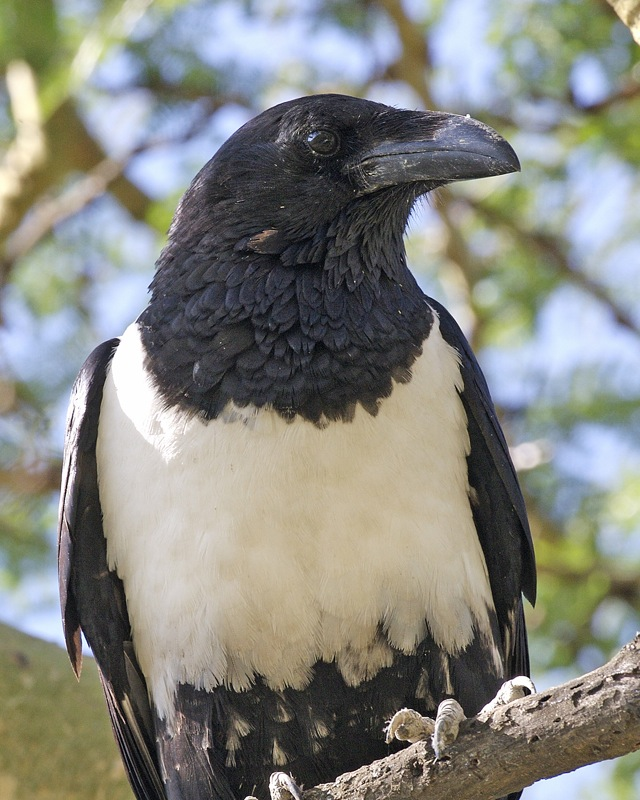
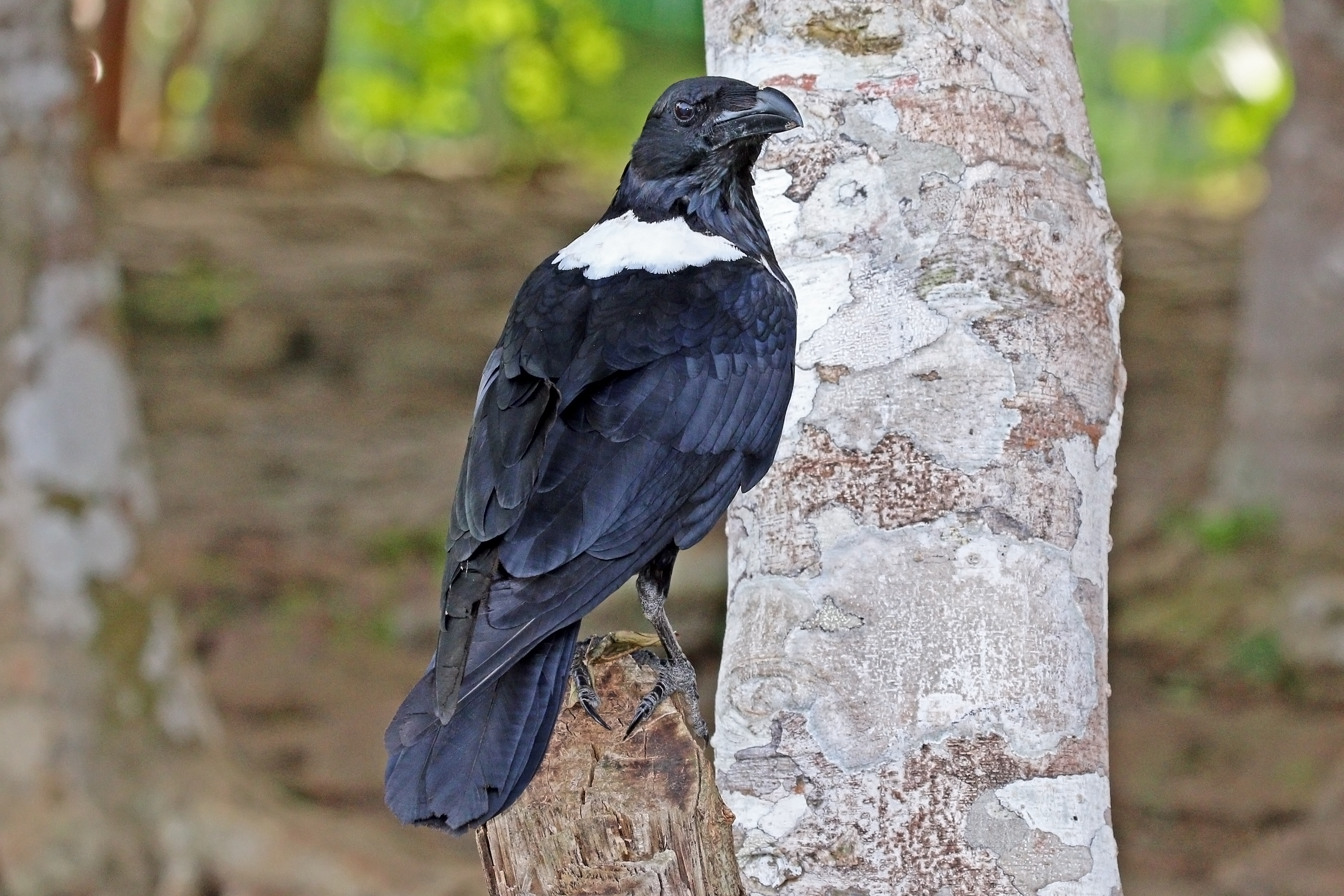
I Ghana
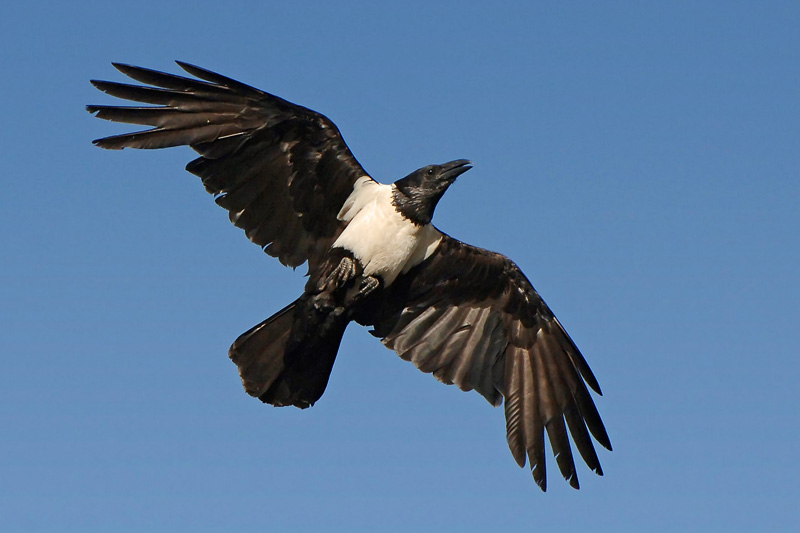
I flykten

### Beteende och föda
Den svartvita kråkan hittas i öppna områden med byar och städer i närheten. Den ses sällan långt från människan men är inte lika knuten till stadsmiljön som den asiatiska huskråkan. Fågeln ses oftast i par eller i smågrupper och beter sig på liknande sätt som kråkan. Den lever av allt från insekter, reptiler, små däggdjur, fågelungar, ägg, säd, jordnötter, as, ibland frukt och till och med svamp. Svartvit kråka har setts döda och äta fladdermöss och den ses ofta i närheten av slakthus i höga antal.

### Häckning

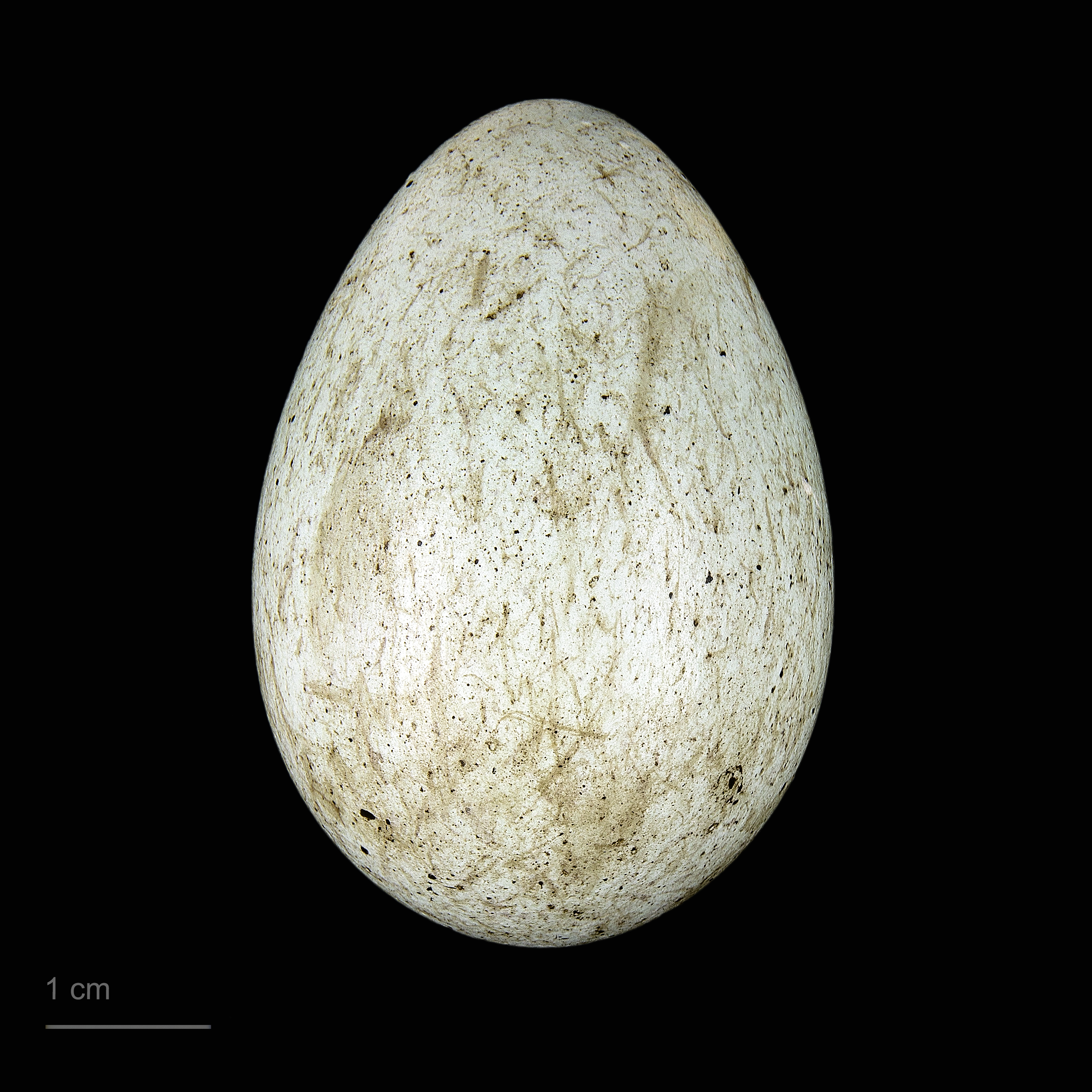
Corvus albus

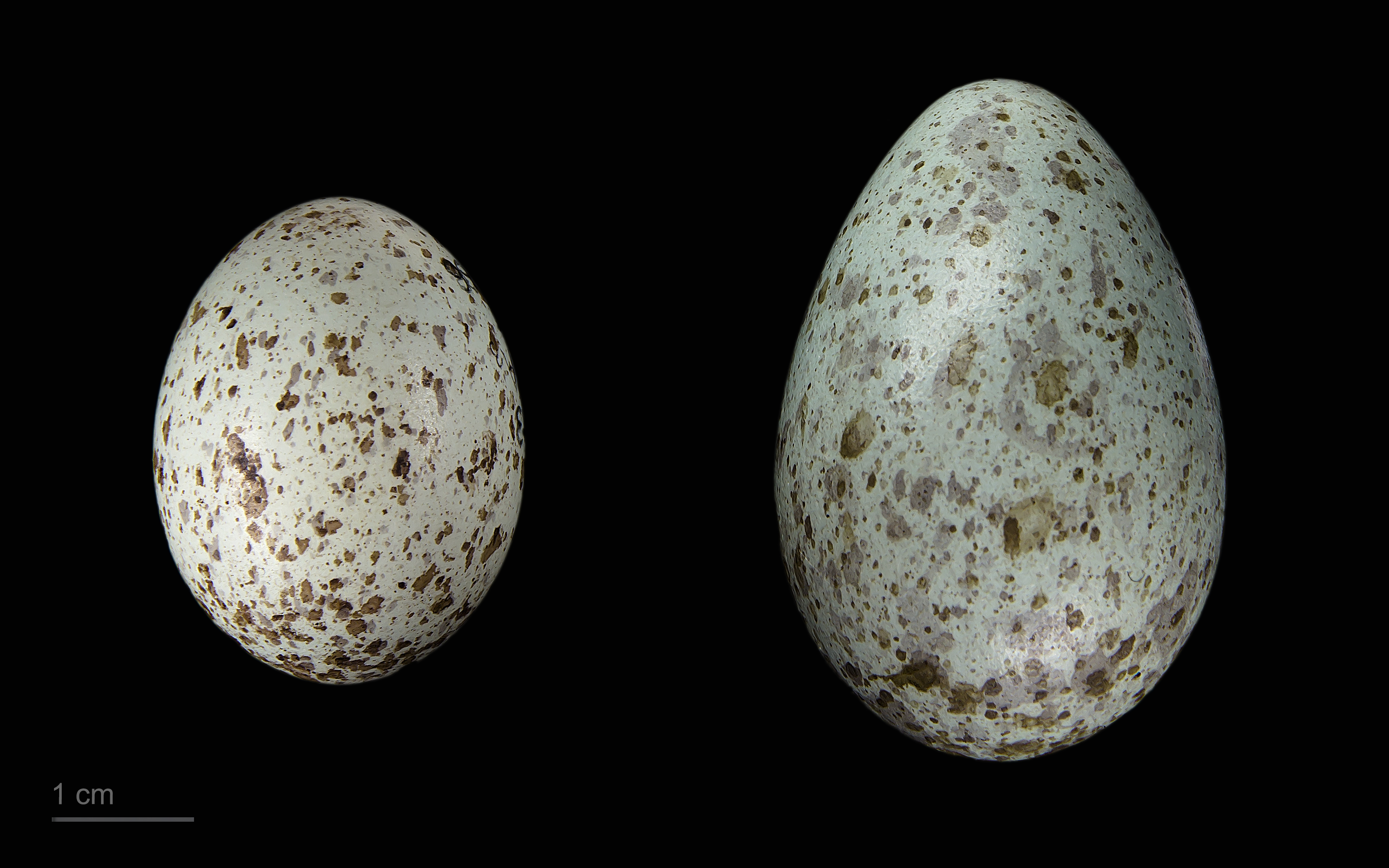
Clamator glandarius + Corvus albus

Svartvit kråka bygger oftast sitt bo i ett högt, isolerat träd eller telefonstolpe. Båda kön deltar i bobygget. Mellan september och november lägger den tre till sex blekgröna brunfläckiga ägg. Äggen ruvas 18–19 dagar och ungarna är vanligtvis flygga efter 45 dagar.

## Utbredning och systematik
Svartvit kråka förekommer i Afrika söder om Sahara och på Madagaskar, Aldabra och Komorerna. Den har även påträffats häcka i Västsahara och påträffats så långt norrut som Fnideq i norra Marocko. Den har också observerats i Spanien och Portugal, men ingen av dessa fynd har ansetts vara spontana.

## Status och hot
Arten har ett stort utbredningsområde och en stor population med stabil utveckling. Utifrån dessa kriterier kategoriserar IUCN arten som livskraftig (LC). Världspopulationen har inte uppskattats men den beskrivs som vanlig, lokalt mycket vanlig, även om den nära knuten till människan.